# San Jose Stealth
| San Jose Stealth      |                                             |
| Logo San Jose Stealth |                                             |
| Gegründet             | 2004                                        |
| Aufgelöst             | 2009                                        |
| Stadion               | HP Pavilion                                 |
| Standort              | San José, Kalifornien                       |
| Vereinsfarben         | rot, schwarz & silber                       |
| Division              | West                                        |
| Cheftrainer           | Walt Christianson                           |
| General Manager       | Johnny Mouradian                            |
| Besitzer              | San Jose Sports & Entertainment Enterprises |

Die San Jose Stealth waren ein Team der nordamerikanischen National Lacrosse League (NLL) und hatten ihren Sitz in San José, Kalifornien. Das Franchise wurde ursprünglich 2000 unter dem Namen Albany Attack gegründet und wurde 2004 nach San Jose umgesiedelt. 2009 siedelte das Team nach Washington um, wo man die Washington Stealth gründete, die von 2010 bis 2013 aktiv waren.

## Geschichte
Von 2000 bis 2003 war das Team in Albany, New York, ansässig. Dort konnte es sich nur einmal für die Play-offs qualifizieren und erreichte das Finale um den Champion’s Cup. 2004 gingen die San Jose Stealth in ihre erste Saison und waren das zweitbeste Team der Regulären Saison. In den Playoffs scheiterten sie aber gleich in der ersten Runde am späteren Meister Calgary Roughnecks.
Danach ging es aber für die Mannschaft bergab und man beendete die Saison 2005 als schlechtestes Team der Regulären Saison. Spieler Ryan Boyle wurde nach der Saison als Rookie of the Year ausgezeichnet. 2006 waren nur die neu gegründeten Edmonton Rush schlechter. Als größtes Problem hatte sich dabei die Offensive der Stealth herausgestellt, die zu wenig Tore schoss denn von der Anzahl der Gegentreffer kann das Team mit den besten Mannschaften mithalten.
In ihrer letzten Saison 2009 scheiterte San Jose Stealth erst im Finale an den Calgary Roughnecks. Nach der Saison zog der Verein nach Washington, wo er vier Saisons als Washington Stealth aktiv war.

## Saisonstatistik
Abkürzungen: S–N = Siege-Niederlagen, ET = Erzielte Tore, GT = Gegentore
| Saison          | S–N   | Heim  | Auswärts | ET   | GT   | Platz    | Playoffs                                                                                      |
| 2004            | 11–5  | 7–1   | 4–4      | 204  | 201  | 2., West | Niederlage im Division Semifinal, 14:15 (Calgary)                                             |
| 2005            | 4–12  | 2–6   | 2–6      | 170  | 197  | 6., West | nicht qualifiziert                                                                            |
| 2006            | 5–11  | 3–5   | 2–6      | 151  | 174  | 5., West | nicht qualifiziert                                                                            |
| 2007            | 9–7   | 4–4   | 5–3      | 181  | 170  | 4., West | Sieg im Division Semifinal, 15:14 (OT) (Colorado) Niederlage im Division Final, 7:9 (Arizona) |
| 2008            | 9–7   | 4–4   | 5–3      | 185  | 172  | 1., West | Niederlage im Division Semifinal, 18:16 (Portland)                                            |
| 2009            | 7–9   | 5–3   | 2–6      | 200  | 185  | 3., West | Sieg im Division Semifinal, 20:16 (Portland) Niederlage im Division Final, 5:17 (Calgary)     |
| Saison Gesamt   | 45–51 | 25–23 | 20–28    | 1091 | 1099 | —        | 6 Playoff-Teilnahmen                                                                          |
| Playoffs Gesamt | 2–4   | 0–2   | 2–2      | 77   | 89   | —        | 6 Playoff-Teilnahmen                                                                          |